# Grådodder
Grådodder (Alyssum alyssoides) er en 7-30 cm høj enårig urt, der vokser på tørre, sandede græsmarker.

## Beskrivelse
Grådodder er en enårig, urteagtig plante med en opstigende vækst. Hele planten er dækket af grå hår. Hovedskuddet har flere sidegrene fra grunden, og de bliver lige så lange som eller længere end midterskuddet. Stænglerne er runde og bærer spredtstillede, ustilkede blade. Bladene er elliptiske og helrandede med en tydelig, forsænket midterribbe. Begge bladsider er egentlig grågrønne, men oversiden fremtræder lyst grågrøn, mens undersiden er hvidlig – begge dele på grund af det tætte hårdække.
Blomstringen foregår i juni-juli, hvor man finder blomsterne samlet i endestillede, hovedagtige halvskærme. De rummer hver 20-50 blomster. De enkelte blomster er regelmæssige og 4-tallige med lysegule, udrandede kronblade. Frugterne er runde skulper med mange frø.
Rodsystemet består af en dybtgående pælerod og forholdsvis få siderødder.
Højde x bredde og årlig tilvækst: 0,25 x 0,25 m (25 x 25 cm/år). Disse mål kan fx bruges til beregning af planteafstande, når arten anvendes som kulturplante.

## Voksested
Arten er udbredt i Nordafrika, Mellemøsten, Iran, Afghanistan og Kaukasus samt i det meste af Europa, herunder også i det østlige Danmark, hvor den dog er sjælden. Den er knyttet til lysåbne, tørre og veldrænede voksesteder med kalkrig, men næringsfattig jord. Derfor træffes den på sandede jorde og på skrænter.

## Følgearter
På gravhøjen Elmehøj i Sigersted vokser arten sammen med bl.a. alm. gyldenris, alm. pimpinelle, tjærenellike, voldtimian, bakkesvingel, bidende stenurt, filtbladet kongelys, glat brudurt, gul evighedsblomst, hedelyng, kantet perikon, knoldet mjødurt, kornet stenbræk, lav skorzoner, markbynke, smalbladet timian og stribet kløver
| Portal | Portal:Botanik |

## Note
1. ↑  Ringsted Kommune: Botanisk beskrivelse af udvalgte fortidsminder i Ringsted Kommune (Webside ikke længere tilgængelig)